# Alofa sodalis
Alofa sodalis är en insektsart som först beskrevs av White 1878.  Alofa sodalis ingår i släktet Alofa och familjen näbbskinnbaggar. Inga underarter finns listade i Catalogue of Life.